# A.P. Bernstorf Gletscher
A.P. Bernstorf Gletscher är en glaciär i Grönland (Kungariket Danmark).   Den ligger i kommunen Sermersooq, i den södra delen av Grönland, 500 km öster om huvudstaden Nuuk. A.P. Bernstorf Gletscher ligger 1 142 meter över havet.
Terrängen runt A.P. Bernstorf Gletscher är kuperad norrut, men söderut är den bergig. En vik av havet är nära A.P. Bernstorf Gletscher åt sydost.  Trakten runt A.P. Bernstorf Gletscher är nära nog obefolkad, med mindre än två invånare per kvadratkilometer. Det finns inga samhällen i närheten.